# Теслюк, Алексей Александрович
Алексе́й Алекса́ндрович Теслю́к (бел. Аляксей Аляксандравіч Цяслюк; род. 10 января 1994, Давид-Городок, Брестская область) — белорусский футболист, нападающий.

## Карьера
Несмотря на то, что родился в Брестской области, футболом начал заниматься в Гомеле, первая футбольная школа — ГГОО "СК «Спартак».
2 февраля 2012 года, после выпуска из центра подготовки резерва, подписал первый профессиональный контракт с «Гомелем» сроком на 3 года, после чего был переведён в дублирующий состав клуба. Сезон 2012 года провёл в дубле, где сыграл 25 матчей, забил 5 голов и отдал 2 голевые передачи.
Летом 2012 года Алексея заметили скауты московского «Спартака» во время товарищеского матча между юношескими сборными России и Беларуси (U-18). С 31 июля по 10 августа 2012 года Теслюк проходил просмотр в молодёжной команде «красно-белых». Просмотр подписанием контракт не увенчался и игрок вернулся в «Гомель». В сезоне 2012 года вместе в партнёрами по команде стал победителем первенства дублирующих составов команд Высшей Лиги.
В январе 2013 года вместе с другими игроками «золотого дубля» был переведён в основную команду ФК «Гомель». 30 июня 2013 года Алексей дебютировал за «Гомель» в матче чемпионата Беларуси против брестского «Динамо», выйдя на замену в добавленное время. В дальнейшем продолжал играть за дубль в сезонах 2013—2014, иногда появлялся в основной команде, выходя на замену.
В марте 2015 года продлил контракт с гомельчанами. 10 апреля 2015 года забил свой первый гол за «Гомель», который помог обыграть «Белшину» (2:0). Этот гол стал первым в чемпионате 2015 года. В дальнейшем Теслюк смог закрепиться в основе «Гомеля», с 5 голами стал лучшим бомбардиром команды после Геннадия Близнюка.
По окончании сезона 2015 интерес к Теслюку проявляло минское «Динамо». В феврале 2016 года Теслюк ездил на просмотр в киевское «Динамо-2». В результате в марте продлил контракт с «Гомелем» ещё на два года. По результатам сезона 2016 помог «Гомелю» вернуться в Высшую лигу. Сезон 2017 начинал в стартовом составе гомельчан на позиции центрального нападающего, позднее потерял место в основе и стал преимущественно выходить на замену. В декабре продлил контракт ещё на один год.
В августе 2018 года был отдан в аренду клубу «Смолевичи». С августа по октябрь отсутствовал из-за травмы, позднее вновь стал появляться на поле. В декабре по окончании аренды вернулся в «Гомель».
В начале 2019 года готовился к новому сезону с гомельской командой, однако в марте перешёл в брестский «Рух», который пробился в Высшую Лигу. В составе команды чередовал выходы в стартовом составе и на замену. В январе 2020 года вернулся в «Гомель». Сначала появлялся в стартовом составе, позднее потерял место в основе.
В начале 2021 года тренировался с речицким «Спутником», позднее присоединился к пинской «Волне», с которой в марте подписал контракт. Закрепился в стартовом составе команды, с 12 голами стал её лучшим бомбардиром в сезоне. В январе 2022 года по соглашению сторон покинул клуб и вскоре стал игроком гомельского «Локомотива».

## Сборная
Активно призывается в различные юношеские и молодёжные сборные Беларуси, начиная с шестнадцатилетнего возраста (U-16, U-17, U-18). Суммарно за различные юношеские и молодёжные сборные сыграл 20 матчей, забил 3 гола, отдал 1 голевой пас.